# 再生醫學

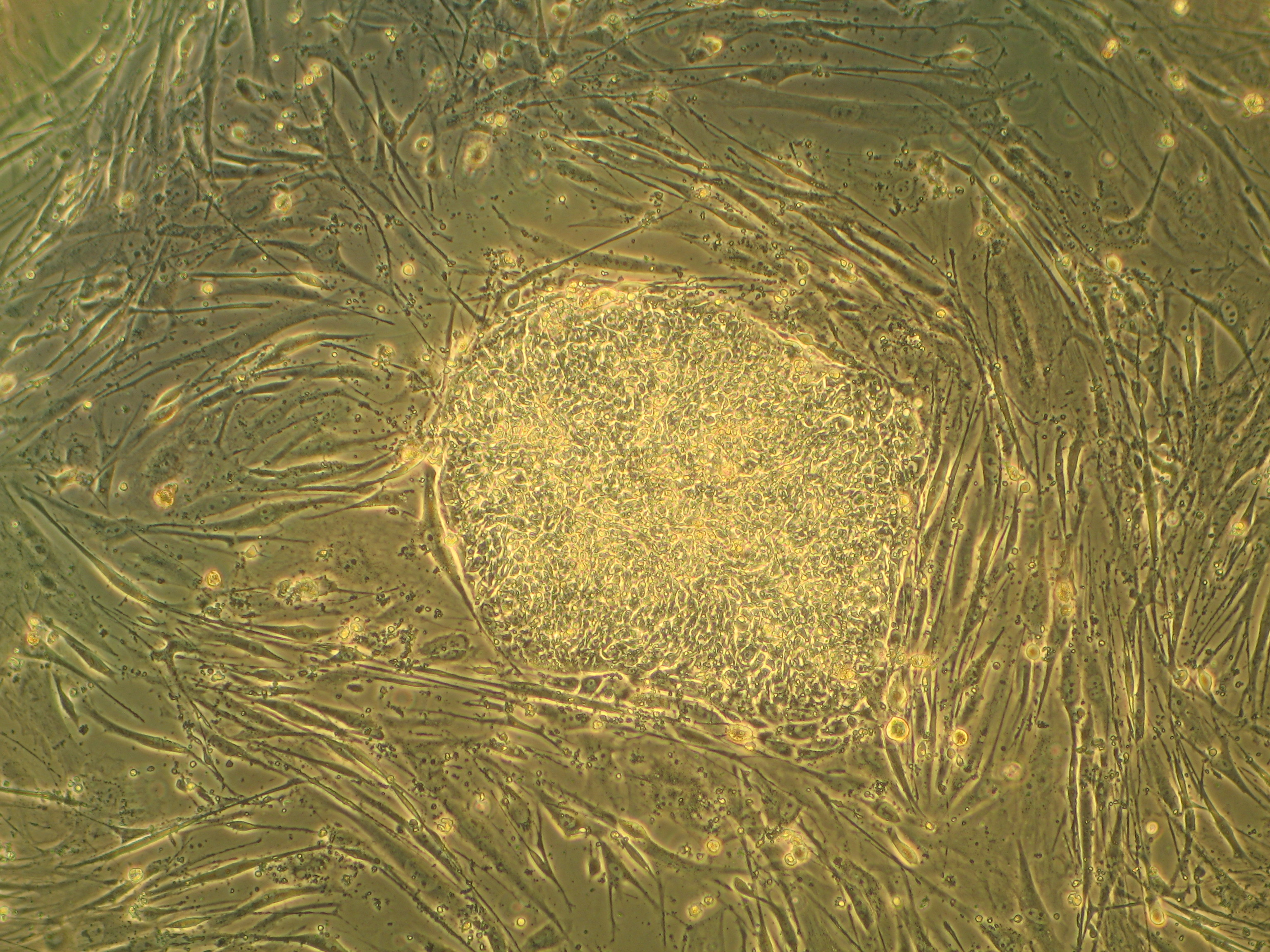
人類幹細胞

再生醫學（英語：regenerative medicine），是製作具有功能與生命性之身體器官組織，用於修復或是替換身體內，因為老化、生病、受損所造成之不健康的器官與組織。或是以其他的方式，來刺激體內組織或是器官再生之方法。通常在這領域的工作者，會在實驗室中，培養身體內的組織或是器官後，用安全性地移植方式，移植至病患身體中。因此，再生醫學的目的，在於解決器官捐贈者不足的問題。
一般來說，常把組織工程學與再生醫學畫上等號。但是近年來，有許多利用體內藥物釋放等方式，直接刺激病患身體內的組織進行再生，也被歸類於再生醫學之一部分。因此，再生醫學一詞，便是包含更廣泛至所有之醫療方式。而相較於再生醫學，組織工程學則偏重於研究器官組織等之形成方法。

## 再生醫學

### 造血幹細胞
從一個人自己的骨髓裡擷取的造血幹細胞，可以安全的再入回那個人的體內不被免疫系統所排斥，因此成為再生醫學研究的重點項目。

### 再生牙
从患者自身干细胞（牙髓干细胞、iPS细胞等）等发育而成的牙齿，用于修复缺失、损坏的原有牙齿。因为是从自身干细胞发育而来，所以避免了排异反应，是未来牙科医学发展的重要方向。